# Babbit
În metalurgie, babbit este numele unui aliaj antifricțiune Sn-Sb-Cu, cu temperatură de topire joasă, alcătuit din: 85–88 % staniu, 4–5 % cupru, 8–10 % stibiu.
Poartă numele americanului Isaac Babbitt, care l-a inventat în 1839. Aliajele din această categorie sunt bifazice, având structura metalografică constituită din soluția solidă α de Sb și Cu în Sn și cristale mari, de formă pătrată, de soluție solidă pe bază de compus intermetalic SnSb (fază mai dură), precum și cristale mici, aciculare de Cu3Sn, compus foarte dur (duritate cca 400 daN/mm2). Unele aliaje de acest tip conțin și adaosuri relativ mari de Pb.